# 侧腹牛排

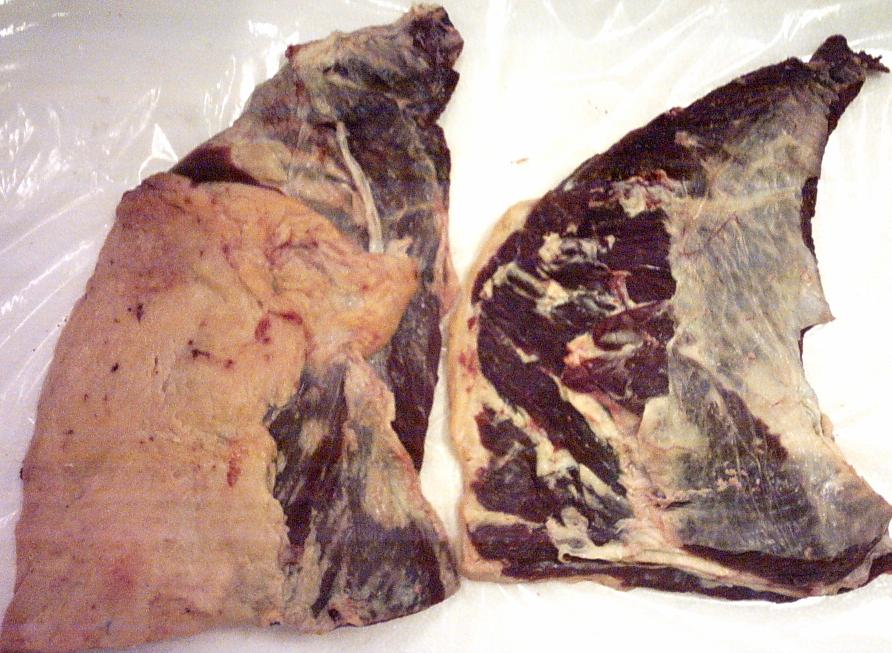
侧腹牛排

侧腹牛排是牛肉的一部分，位於牛腹部，牛腹部的肌肉被切下後可以製成肉排。侧腹牛排耐嚼。一块200克冷藏的侧腹牛排达到室温大约需要2小时。 侧腹牛排的纹理非常粗，而且筋膜比較多。